# Dipartimento di Quebrachos
Quebrachos è un dipartimento argentino, situato nel sud della provincia di Santiago del Estero, con capoluogo Sumampa.
Da ovest a est, esso confina con i dipartimenti di Ojo de Agua, Salavina e Mitre, e a sud con la provincia di Córdoba.
Secondo il censimento del 2001, su un territorio di 3.507 km², la popolazione ammontava a 11.331 abitanti.
Municipi e “comisiones municipales” del dipartimento sono:
- Ramirez de Velazco
- Sumampa